# Großmugl
Großmugl è un comune austriaco di 1 559 abitanti nel distretto di Korneuburg, in Bassa Austria; ha lo status di comune mercato (Marktgemeinde).

## Geografia
Le comuni catastali sono Füllersdorf, Geitzendorf, Glasweiner Wald, Großmugl, Herzogbirbaum, Nursch, Ottendorf, Ringendorf, Roseldorf e Steinabrunn.

## Il tumulo gigante
Il nome del villaggio si può tradurre letteralmente come "grande collina ripida" e fa riferimento ad un vicino tumulo (noto con il nome di Leeberg) che si ritiene sia stato eretto intorno al 500-600 a.C. dal popolo della cultura di Kalenderberg. Questo era un sottogruppo nord-orientale della cultura di Hallstatt, con uno standard di vita generalmente un po' 'più povero rispetto agli altri sottogruppi coesistenti dell'area culturale del Hallstatt orientale. La Leeberg è posizionata geograficamente a 48 ° 29.34'N / 16 ° 13.45'E.
Con un diametro di 55 m e un'altezza di 16 m, Leeberg è la più grande fossa collinare dell'Europa centrale. Tenendo conto dell'erosione, si ritiene che la sua dimensione originale fosse tra i 18–20 m di altezza e un diametro di base di circa 70 m. Si ritiene che questo tumulo fosse il luogo di sepoltura di un potente capo locale, anche se questa notizia non può essere ritenuta totalmente veritiera perché non è stata eseguita nessuna investigazione.